# Leuville-sur-Orge
Leuville-sur-Orge ist eine französische Gemeinde mit 4307 Einwohnern (Stand 1. Januar 2022) im Département Essonne der Region Île-de-France. Sie liegt 25 Kilometer von Paris entfernt am Ufer der Orge. Ihre Ausdehnung beträgt 249 Hektar.

## Geschichte
Im 15. Jahrhundert hatte Leuville gerade 50 Einwohner. Es gehörte zum Lehen Montlhéry. Daher wurden seine Einwohner immer wieder in die Auseinandersetzungen zwischen den lokalen Herren von Montlhéry und den französischen Königen verwickelt. In der Schlacht bei Montlhéry am 16. Juli 1465, in der sich Ludwig XI. und die Adelsopposition Ligue du Bien public gegenüberstanden, fiel die Hälfte der Bevölkerung Leuvilles.
Im 16. Jahrhundert gehörte das Dorf der Familie de Leuville. Während der Französischen Revolution diente Leuville dem Naturforscher und späteren Staatsminister unter Napoleon Bonaparte, Bernard Germain Lacépède, als Zuflucht.
1922 wurde Leuville Sitz der georgischen Exilregierung, die von der Roten Armee aus ihrer Heimat vertrieben worden war. In Georgien wurde Levili, wie der Ort dort genannt wird, zum Mythos des nationalen Widerstandes.

## Wirtschaft
Die Gemeinde lebt vom Gemüse- und Obstbau. Früchte und Gemüse wurden zunächst zu Fuß, später mit dem Karren und der Eisenbahn nach Paris gebracht. Heute werden vor allem Kartoffeln und Kürbisse angebaut. Es siedelten sich auch Betriebe der chemischen Industrie und der Elektronikbranche an. Die Bevölkerung wuchs von 1.198 Einwohnern im Jahr 1962 auf 3.761 Einwohner im Jahr 1999.

## Sehenswürdigkeiten
Das von François Xavier de Leuville, Kanzler des französischen Königs Franz I., erbaute Schloss steht heute nicht mehr. Es wurde 1750 verkauft und 1751 vom Herzog von Noailles abgerissen. Von dem Gebäude ist nur noch eine Tür der nördlichen Fassade erhalten geblieben.
Gut erhalten ist der Jagdpavillon des Schlosses aus dem 18. Jahrhundert. 1922 erwarb ihn die georgische Exilregierung. Es wird wie das georgische Carré auf dem kommunalen Friedhof von der Vereinigung der Georgier in Frankreich verwaltet. Dort befinden sich die Grabstellen von fast 500 georgischen Emigranten, darunter Premierminister Noe Schordania, Parlamentspräsident Nikolos Tschcheidse, der Schriftsteller Grigol Robakidse, der Historiker Micheil Zereteli sowie Teilnehmer des August-Aufstands in Georgien 1924. Die sterblichen Überreste des Widerstandskämpfers Kakuza Tscholoqaschwili wurden 2005 von Leuville nach Georgien überführt.
In der Kirche Saint Jean-Baptiste aus dem 13. Jahrhundert sind die Herren von Leuville begraben. Eine Grabplatte von 1633 zeugt davon. Die Kirche beherbergt eine Statue des heiligen Sebastian.

## Georgische Exilregierung in Leuville
Im Juni 1922 kaufte der frühere Bürgermeister von Tiflis, Benia (Beniamin) Tschchikwischwili, aus Mitteln der Demokratischen Republik Georgien den Jagdpavillon in Leuville und fünf Hektar des umliegenden Geländes. 30 Mitglieder der Exilregierung teilten sich 15 Appartements ohne fließendes Wasser und ohne Elektrizität. Nach dem gescheiterten August-Aufstand in Georgien 1924 zogen weitere Emigranten nach Leuville. Insgesamt lebten schließlich rund 100 Georgier im Ort. Eine Druckerei im Pavillon fertigte georgische Broschüren und Zeitschriften.
Heute werden im Jagdpavillon georgische Besucher empfangen, Kolloquien und Gedenkfeiern abgehalten. Prominenteste Gäste waren die Präsidenten Georgiens Eduard Schewardnadse (1997) und Micheil Saakaschwili (2004). Im großen Salon hängen die Unabhängigkeitserklärung Georgiens vom 26. Mai 1918 und Fotos der Exilregierung aus den 1920er- und 1930er-Jahren.

## Städtepartnerschaften
Leuville-sur-Orge unterhält seit 2001 eine Städtepartnerschaft mit Mzcheta in Georgien.